# Dérénik-Achot de Vaspourakan
Dérénik-Achot Arçrouni († 959) est un roi de Vaspourakan de 937 ou 943 à 959.

## Biographie
Dérénik-Achot est le fils aîné de Gagik Ier, roi de Vaspourakan, et de Mlké, fille de Grégoire-Abouhamza Arçrouni.
Dérénik-Achot succède à son père à la mort de celui-ci, entre 936/937 et 943,.
Durant son règne, il a des démêlés avec les Arabes. Peu après son couronnement, il est capturé par l'émir de Her à la suite de la trahison du généralissime du Vaspourakan. Mais ce dernier, pris de remords, organise une expédition pour le délivrer. Peu après, l'émir hamdanide Ali Sayf al-Dawla, vient à Van pour affirmer sa suzeraineté sur les rois et princes arméniens. Dérénik-Achot doit lui remettre deux places fortes (940). Dix ans plus tard, cet émir est écrasé par le général byzantin Bardas Phocas et cesse d'être une menace pour l'Arménie méridionale.
Il meurt en 959 sans enfant et son frère Abousahl-Hamazasp lui succède.

Royaume de Vaspourakan, 908-1021.